# Sumitomo Chemical
La Sumitomo Chemical Co., Ltd. (住友化学株式会社?, Sumitomo Kagaku Kabushiki-gaisha) è una azienda giapponese, attiva nel settore dei prodotti chimici.

## Storia
L'azienda è stata fondata nel 1913 come fabbrica produttrice di fertilizzante e fin dalla sua fondazione è stata parte del grande zaibatsu dei Sumitomo. Attualmente è quotata al Tokyo Stock Exchange nel segmento Nikkei 225.
Nel 2005 ha preso il controllo della Dainippon Pharma.